# گلابی
گُلابی (نام علمی: Pyrus) (فارسی شرقی: ناک و کان و کاین که در گذشته به آن اَمرود و کرپول و اَرمود نیز گفته می‌شد) درختی است گل‌دار از رده دولپه‌ای‌ها، از خانواده گلسرخیان و از زیر خانواده بادامی‌واران است.

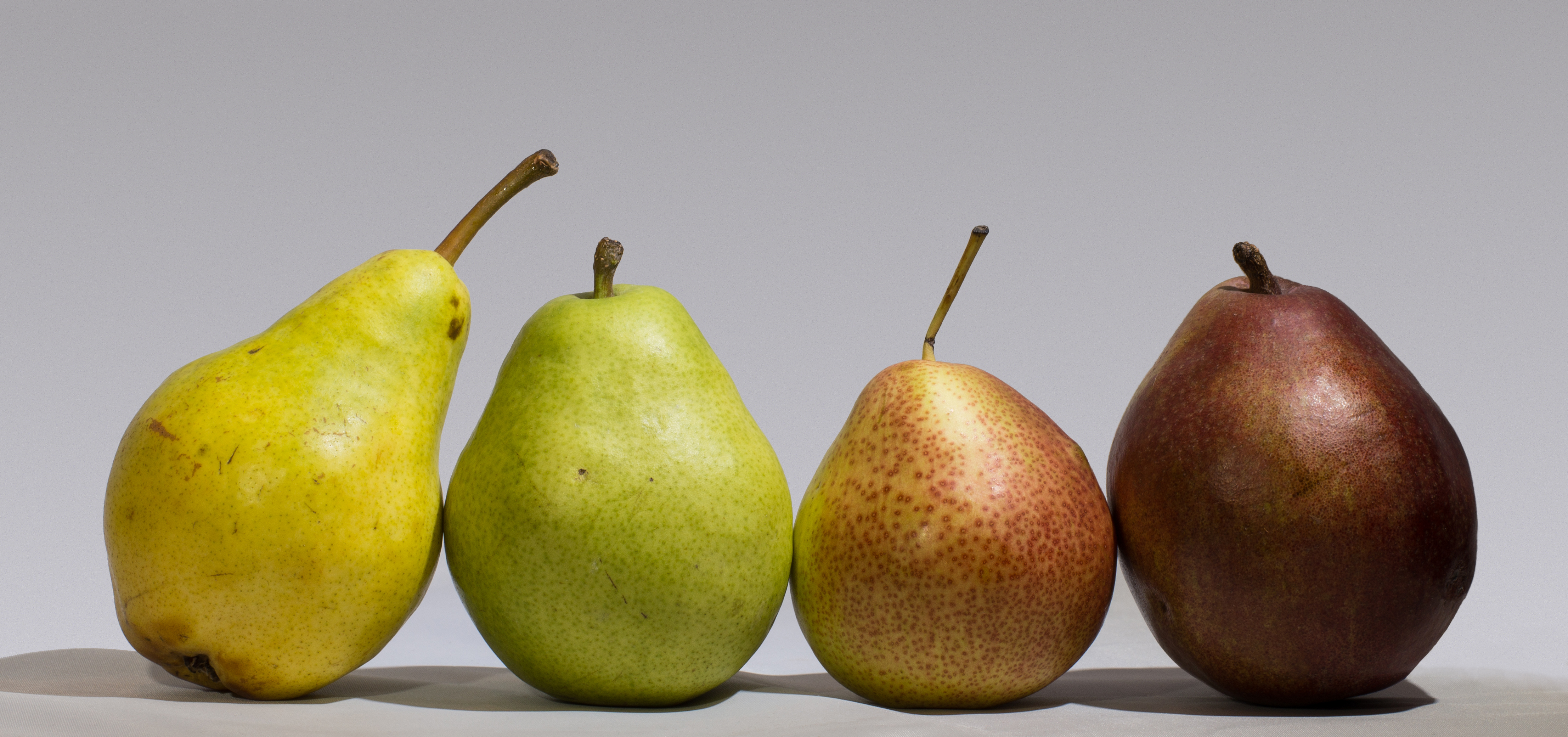
چهار نوع گلابی، بارلت، دآنجو (D'Anjou)، فورل و بارلت سرخ

در این جنس حدود ۸۰۰ گونه وجود دارد که بعضی از گونه‌های معروف شامل communis, persica, pyrifolia, syriaca و ussuriensis وجود دارد. گلابی معمولی یا گلابی عماد
از گونه communis است که میوه‌های آبدار با دانه‌های سنگی دارد و اغلب شکل کشیده دارد.
اما انواع دیگری از گلابی وجود دارند که به گلابی آسیایی معروف است که شکل آن‌ها شبیه سیب است. در منابع آلمانی منشأ گلابی را در کوه‌های البرز ذکر کرده‌اند. انواع مختلف گونه وحشی آن در جنگل‌های گیلان و مازندران وجود دارد که در زبان گیلکی و تالشی به خوج و خج و سنگ خوج و در زبان مازندرانی به تلکا و سِتِکا معروف‌اند.
گلابی درختی برگ‌ریز می‌باشد که در شرایط آب وهوایی مناطق سرد جهان، جایی که زمستان‌های سرد باعث برطرف شدن نیاز سرمایی زمستان آن می‌شود قابل پرورش و کشت است. میوهٔ این گیاه از لحاظ گیاه‌شناسی پوم است و جزء میوه‌های کاذب به‌شمار می‌آید.
میوه گلابی معمولی عمر انباری کوتاهی دارد به همین دلیل باید قبل از رسیدن کامل برداشت شود تا بتوان به راحتی به بازار رساند.

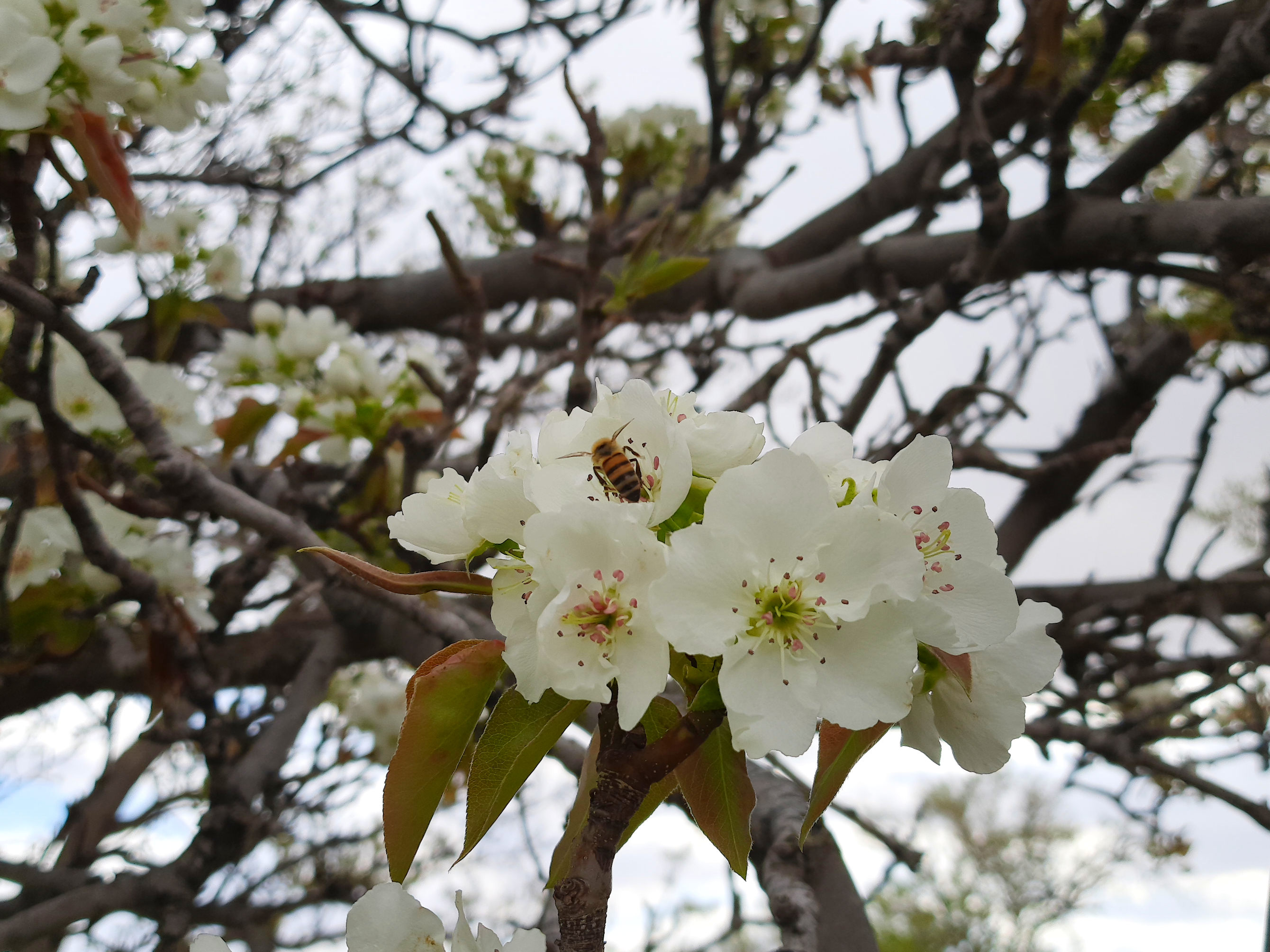
شکوفه‌های یک درخت گلابی در ایران

گلابی اروپایی که در شمال ایران می‌روید، میوه‌ای است سخت با طعم متمایل به ترشی و شیرینی است.

## هسته گلابی
گلابی میوه‌ای زنگوله‌ای شکل است که در محدوده رنگ‌های سبز، زرد، قهوه‌ای، قرمز یا ترکیبی از این رنگ‌ها وجود دارد. این میوهٔ سرشار از پتاسیم، ویتامین‌ها و مواد معدنی می‌باشد. بیش از ۳۰۰۰ نوع گلابی در جهان وجود دارد و به صورت پخته، کمپوت شده یا خام مصرف می‌شود که اصطلاحاً به آن شیرگلاب و گلاب خام نیز گفته می‌شود.

## بزرگترین کشورهای تولیدکننده گلابی
| | کشور                | تولید به تن سال ۲۰۲۰ |
| --- | ------------------- | -------------------- |
| ۱ | چین                 | ۱۶٬۰۰۰٬۰۰۰           |
| ۲ | ایتالیا             | ۶۱۹٬۴۷۰              |
| ۳ | ایالات متحده آمریکا | ۶۰۹٬۶۲۸              |
| ۴ | آرژانتین            | ۶۰۰٬۰۰۰              |
| ۵ | ترکیه               | ۵۴۵٬۵۴۹              |
| ۶ | آفریقای جنوبی       | ۴۳۱٬۰۰۰              |
| ۷ | هلند                | ۴۰۰٬۰۰۰              |
| ۸ | بلژیک               | ۳۹۲٬۵۹۰              |
| ۹ | اسپانیا             | ۳۳۲٬۷۳۰              |
| ۱۰ | هند                 | ۳۰۶٬۰۰۰              |
| ۱۱ | شیلی                | ۲۴۴٬۹۹۵              |
| ۱۲ | ژاپن                | ۱۹۸٬۲۰۰              |
| ۱۳ | الجزایر             | ۱۵۴٬۸۶۱              |
| ۱۴ | اوکراین             | ۱۵۲٬۲۹۰              |
| ۱۵ | کره شمالی           | ۱۵۰٬۶۵۳              |
| در کل دنیا | ۲۳٬۱۰۰٬۰۰۰          |                      |
| No symbol = official figure, P = official figure, F = FAOSTAT ۲۰۰۷، * = Unofficial/Semi-official/mirror data, C = Calculated figure A = Aggregate (may include official, semi-official or estimates); Source: Food And Agricultural Organization of United Nations: Economic And Social Department: The Statistical Division |                     |                      |

چین بزرگترین تولیدکننده‌ی گلابی در جهان است و بیش از ۶۹ درصد گلابی جهان را تولید می‌کند.

## ارزش خوراکی
| ماده مغذی              | ۱۰۰ گرم | یک فنجان (تکه‌های برش خورده) ۱۴۰ گرم | یک فنجان (تکه‌های مکعبی) ۱۶۱ گرم | یک عدد کوچک ۱۴۸ گرم | یک عدد متوسط ۱۷۸ گرم | یک عدد بزرگ ۲۳۰ گرم |
| ---------------------- | ------- | ----------------------------------- | ------------------------------- | ------------------- | -------------------- | ------------------- |
| آب (گرم)               | ۸۳٫۹۶   | ۱۱۷٫۵۴                              | ۱۳۵٫۱۸                          | ۱۲۴٫۲۶              | ۱۴۹٫۴۵               | ۱۹۳٫۱۱              |
| انرژی (کیلوکالری)      | ۵۷      | ۸۰                                  | ۹۲                              | ۸۴                  | ۱۰۱                  | ۱۳۱                 |
| پروتئین (گرم)          | ۰٫۳۶    | ۰٫۵                                 | ۰٫۵۸                            | ۰٫۵۳                | ۰٫۶۴                 | ۰٫۸۳                |
| چربی کل (گرم)          | ۰٫۱۴    | ۰٫۲                                 | ۰٫۲۳                            | ۰٫۲۱                | ۰٫۲۵                 | ۰٫۳۲                |
| کربوهیدرات (گرم)       | ۱۵٫۲۳   | ۲۱٫۳۲                               | ۲۴٫۵۲                           | ۲۲٫۵۴               | ۲۷٫۱۱                | ۳۵٫۰۳               |
| فیبر (گرم)             | ۳٫۱     | ۴٫۳                                 | ۵                               | ۴٫۶                 | ۵٫۵                  | ۷٫۱                 |
| قند (گرم)              | ۹٫۷۵    | ۱۳٫۶۵                               | ۱۵٫۷                            | ۱۴٫۴۳               | ۱۷٫۳۶                | ۲۲٫۴۳               |
| کلسیم (میلی‌گرم)        | ۹       | ۱۳                                  | ۱۴                              | ۱۳                  | ۱۶                   | ۲۱                  |
| آهن (میلی‌گرم)          | ۰٫۱۸    | ۰٫۲۵                                | ۰٫۲۹                            | ۰٫۲۷                | ۰٫۳۲                 | ۰٫۴۱                |
| منیزیم (میلی‌گرم)       | ۷       | ۱۰                                  | ۱۱                              | ۱۰                  | ۱۲                   | ۱۶                  |
| فسفر (میلی‌گرم)         | ۱۲      | ۱۷                                  | ۱۹                              | ۱۸                  | ۲۱                   | ۲۸                  |
| پتاسیم (میلی‌گرم)       | ۱۱۶     | ۱۶۲                                 | ۱۸۷                             | ۱۷۲                 | ۲۰۶                  | ۲۶۷                 |
| سدیم (میلی‌گرم)         | ۱       | ۱                                   | ۲                               | ۱                   | ۲                    | ۲                   |
| روی (میلی‌گرم)          | ۰٫۱     | ۰٫۱۴                                | ۰٫۱۶                            | ۰٫۱۵                | ۰٫۱۸                 | ۰٫۲۳                |
| ویتامین ث (میلی‌گرم)    | ۴٫۳     | ۶                                   | ۶٫۹                             | ۶٫۴                 | ۷٫۷                  | ۹٫۹                 |
| ویتامین ب۱ (میلی‌گرم)   | ۰٫۰۱۲   | ۰٫۰۱۷                               | ۰٫۰۱۹                           | ۰٫۰۱۸               | ۰٫۰۲۱                | ۰٫۰۲۸               |
| ویتامین ب۲ (میلی‌گرم)   | ۰٫۰۲۶   | ۰٫۰۳۶                               | ۰٫۰۴۲                           | ۰٫۰۳۸               | ۰٫۰۴۶                | ۰٫۰۶۰               |
| ویتامین ب۳ (میلی‌گرم)   | ۰٫۱۶۱   | ۰٫۲۲۵                               | ۰٫۲۵۹                           | ۰٫۲۳۸               | ۰٫۲۸۷                | ۰٫۳۷                |
| ویتامین ب۶ (میلی‌گرم)   | ۰٫۰۲۹   | ۰٫۰۴۱                               | ۰٫۰۴۷                           | ۰٫۰۴۳               | ۰٫۰۵۲                | ۰٫۰۶۷               |
| ویتامین ب۹ (میکروگرم)  | ۷       | ۱۰                                  | ۱۱                              | ۱۰                  | ۱۲                   | ۱۶                  |
| ویتامین ب۱۲ (میکروگرم) | ۰       | ۰                                   | ۰                               | ۰                   | ۰                    | ۰                   |
| ویتامین آ (میکروگرم)   | ۱       | ۱                                   | ۲                               | ۱                   | ۲                    | ۲                   |
| ویتامین آ (IU)         | ۲۵      | ۳۵                                  | ۴۰                              | ۳۷                  | ۴۴                   | ۵۸                  |
| ویتامین یی (میلی‌گرم)   | ۰٫۱۲    | ۰٫۱۷                                | ۰٫۱۹                            | ۰٫۱۸                | ۰٫۲۱                 | ۰٫۲۸                |
| ویتامین دی (IU)        | ۰       | ۰                                   | ۰                               | ۰                   | ۰                    | ۰                   |
| ویتامین کی (میکروگرم)  | ۴٫۴     | ۶٫۲                                 | ۷٫۱                             | ۶٫۵                 | ۷٫۸                  | ۱۰٫۱                |
| کلسترول (میلی‌گرم)      | ۰       | ۰                                   | ۰                               | ۰                   | ۰                    | ۰                   |
| کافئین (میلی‌گرم)       | ۰       | ۰                                   | ۰                               | ۰                   | ۰                    | ۰                   |

## گونه‌ها
- انچوچک Pyrus glabra
- تلکا Pyrus boissieriana
- گلاب کالری Pyrus calleryana
- گلابی آسیایی Pyrus pyrifolia
- گلابی اروپایی Pyrus communis
  - Pyrus communis subsp. communis
  - Pyrus communis subsp. caucasica
- گلابی ایبری Pyrus bourgaeana
- گلابی بخارا Pyrus korshinskyi
- گلابی برفی Pyrus nivalis
- گلابی برگ‌بادامی Pyrus spinosa
- گلابی برگ‌بیدی Pyrus salicifolia
- گلابی برگ‌توس Pyrus betulifolia
- گلابی برگ‌زردآلو Pyrus armeniacifolia
- گلابی پلیموث Pyrus cordata
- گلابی سفید Pyrus × bretschneideri
- گلابی سنجدی Pyrus elaeagrifolia
- گلابی سوری Pyrus syriaca
- گلابی سین‌کیانگ Pyrus × sinkiangensis
- گلابی منچوری Pyrus ussuriensis
- گلابی نارنجی Pyrus phaeocarpa
- گلابی وحشی هیمالیا Pyrus pashia
- گلاوحشی اروپایی Pyrus pyraster
- Pyrus anatolica
- Pyrus gergerana
- Pyrus hakkiarica
- Pyrus hondoensis
- Pyrus hopeiensis
- Pyrus koehnei
- Pyrus neoserrulata
- Pyrus oxyprion
- Pyrus pseudopashia
- Pyrus regelii
- Pyrus xerophila